# بافل سيرغييف
بافل سيرغييف (بالروسية: Сергеев, Павел Александрович)‏ هو لاعب كرة قدم روسي في مركز الوسط، ولد في 20 يونيو 1993 في كاميشين في روسيا. لعب مع أرسنال تولا وسبارتاك موسكو.

## وصلات خارجية
- بافل سيرغييف على موقع قاعدة بيانات كرة القدم.إي يو (الإنجليزية)
- بافل سيرغييف على موقع Soccerway.com (الإنجليزية)